# Столпы Земли
«Столпы Земли» (англ. The Pillars of the Earth) — мини-сериал 2010 года, по одноимённой книге Кена Фоллетта. Транслировался на телеканале Starz с 23 июля по 27 августа 2010 года.
На создание сериала ушло около года работы, бюджет составил $40 млн. Финансирование обеспечила немецкая компания Tandem Communications, совместно с Muse Entertainment и Scott Free Productions. Съёмки проводились в Австрии и Венгрии с 2009 года.
Режиссёр сериала — Сержио Мимика-Геззан; сценарист — Джон Пилмейер. Прототипом для создания архитектурного облика собора в сериале стал Солсберийский собор.

## Сюжет
Действие сериала разворачивается в Англии XII века. 1120 год. У короля Генриха I при странных обстоятельствах в кораблекрушении погибает единственный наследник — принц Вильгельм Аделин. Остаётся несовершеннолетняя дочь короля — Матильда (Мод), но она не может взойти на престол, только её ребёнок мужского пола, по достижении совершеннолетия. Спустя несколько лет она рожает, но Генрих умирает будучи отравленным, а власть, при поддержке архиепископа, переходит к племяннику короля Стефану Блуасскому. Мод, при участии аристократов, давших при жизни короля присягу в верности ей и её сыну, включая незаконнорождённого сына короля Роберта, графа Глостерского и давнего соратника Бартоломью, графа Ширинга, готовится к восстанию для возвращения трона. Англия оказывается вовлечена в междоусобную распрю.
Параллельно развивается сюжет о жизни талантливого, но неудачливого мастера-каменщика — Тома «Строителя». Он был нанят для строительства резиденции Уильяма Гамлеха, эгоистичного и капризного молодого аристократа, который в угоду родителям и собственным амбициям пытался завоевать сердце дочери графа Ширинга Алины. Но она, не испытывая ни малейшей к нему симпатии и из-за грубых приставаний под насмешки придворных, отказывает ему. Разгневанный Вильям расторгает контракт с Томом, ставя того на грань нищеты.
Том и его семья отправляются на поиски новой работы. В пути они знакомятся со скрывающейся от церкви бывшей послушницей Элен и её сыном Джеком, которая помогает раненой после нападения разбойников дочери Тома Марте и даёт им приют в своей пещере в лесу. Но сын Тома Альфред, не испытывая к ним доверия и из ревности, воспользовавшись тем, что Элен занимается медициной, обвиняет её в колдовстве, и семье приходится уйти ночью. Агнес, жена Тома, умирает, преждевременно родив сына. И Том, будучи в отчаянном положении, понимая, что им не выходить ребёнка, с болью решает оставить его на могиле. Но чуть позже, испытывая мучения совести, возвращается, только ребёнка до него забрал разбойник, который после всего этого, по всей видимости, раскаялся в содеянном и стал монахом расположенного неподалёку Кингсбриджского монастыря.
Поскольку одноимённый роман Кена Фолетта имеет значительный объём и события в нём доведены до 1174 года, времен правления Генриха II Плантагенета (1154—1189), сюжет первого сезона телесериала Мимика-Геззана ограничивается только первой частью книги. Сразу же после выхода на экран первого сезона запланировано было его продолжение, позже отмененное из-за финансовых, организационных и других проблем.

## В ролях

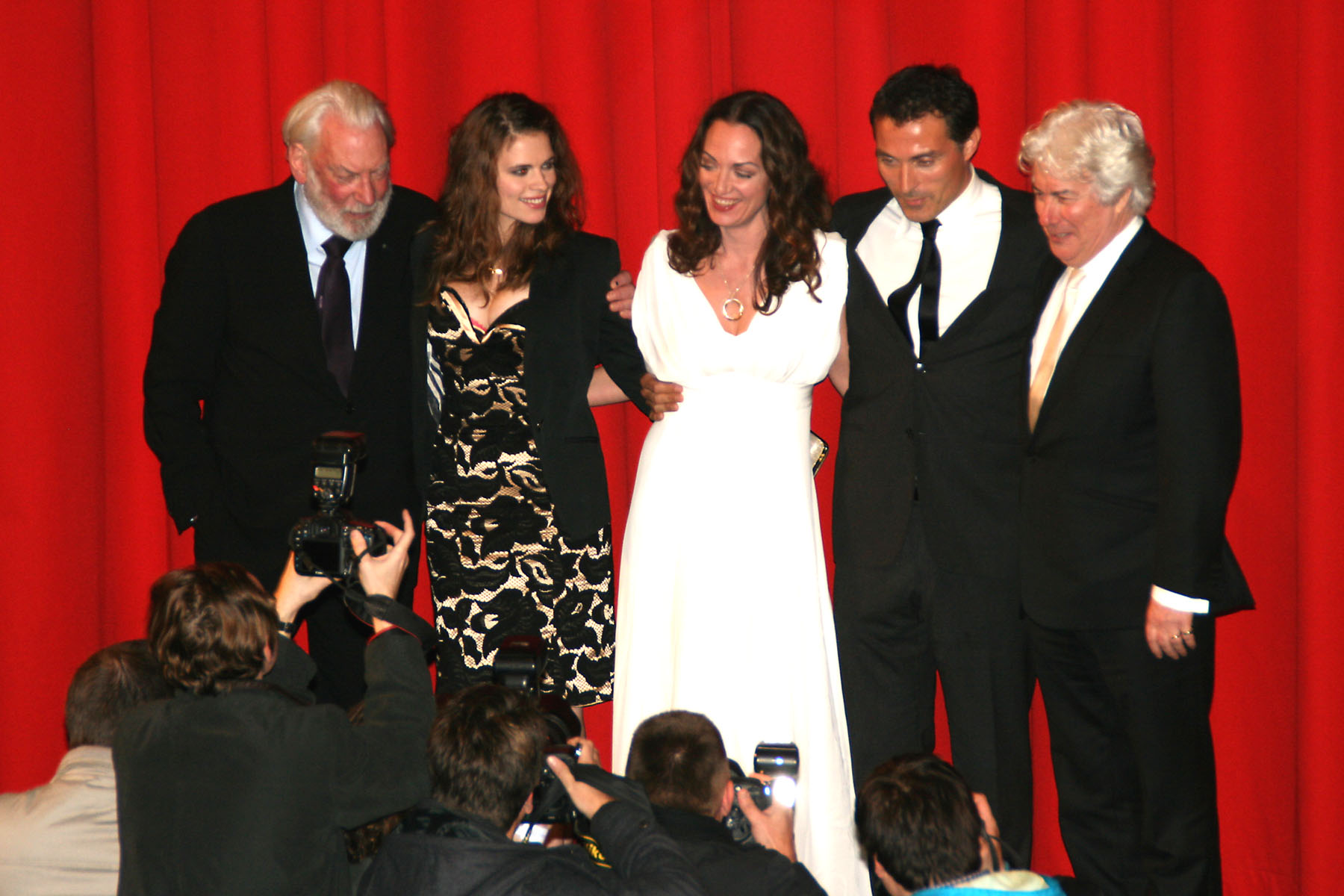
Слева направо: Дональд Сазерленд, Хэйли Этвелл, Наталия Вёрнер, Руфус Сьюэлл и Кен Фоллетт на премьере сериала

| Роль                     | Актёр/Актриса     |
| ------------------------ | ----------------- |
| Том «Строитель»          | Руфус Сьюэлл      |
| Уолеран Бигод            | Иэн Макшейн       |
| Приор Филип              | Мэттью МакФейден  |
| Аббат Сугерий            | Феодор Аткин      |
| Джек Джексон             | Эдди Редмэйн      |
| Алина                    | Хэйли Этвелл      |
| Бартоломью, граф Ширинг  | Дональд Сазерленд |
| Уильям Хэмли             | Дэвид Оукс        |
| Риган Хэмли              | Сара Пэриш        |
| Перси Хэмли              | Роберт Батерст    |
| Ричард                   | Сэм Клафлин       |
| Альфред                  | Лиам Гэрриган     |
| Марта                    | Скай Беннетт      |
| Эллен                    | Наталия Вёрнер    |
| Ремигий                  | Анатоль Таубман   |
| Уолтер                   | Гёц Отто          |
| Джонни «Восемь пенсов»   | Джоди Халс        |
| Францис                  | Дэвид Барк-Джоунс |
| Матильда (Мод)           | Элисон Пилл       |
| Стефан Блуасский         | Тони Карран       |
| Архиепископ              | Гордон Пинсент    |
| Генрих I                 | Клайв Вуд         |
| Роберт, граф Глостерский | Мэтт Девере       |
| Брат Пол                 | Барнэбас Рэти     |
| Агнес                    | Кейт Дики         |
| Катберт                  | Джон Пилмейер     |
| Элизабет                 | Скай Лоури        |

## Эпизоды
| # | Название                            | Дата премьеры   |
| --- | ----------------------------------- | --------------- |
| 1 | «Анархия» «Anarchy»                 | июль 23, 2010   |
| Престолонаследование Англии находится под сомнением после того, как наследник умирает во время кораблекрушения. Несовершеннолетняя дочь Генриха I не может вступить на трон, а только её сын. Филиппа-монаха, избирают приором. Леди Алина отвергает предложение руки и сердца Уильяма Хамлея. Том «Строитель» и его семья остаются без работы, когда Уильям Хамлей освобождает их от строительства своего дома. В лесу они встречают Эллен и Джека. Агнес, жена Тома, умирает, преждевременно родив сына. И Том будучи в отчаянном положении понимает, что им не выходить ребёнка, решает оставить его на могиле. Но чуть позже, испытывая мучения совести, возвращается, только ребёнка до этого забрал бывший разбойник, ставший монахом находящегося неподалёку Кингсбриджского монастыря. - Эпизоды 1 и 2 для многих зрителей были представлены вместе как открывающие мини-сериал, но на самом деле это отдельные эпизоды. |                                     |                 |
| 2 | «Мастер-каменщик» «Master Builder»  | июль 23, 2010   |
| Том, Эллен и дети добираются до Кингсбриджского монастыря. Пожар, устроенный Джеком, разрушает церковь, давая Тому шанс построить новый собор. С подачи Альфреда Эллен обвиняют в колдовстве. Уильям и его слуга, Уолтер, нападают на Алину и Ричарда. Алина дает обещание отцу, что брат вернёт титул. Эллен совершает дерзкий побег с помощью приора Филиппа. |                                     |                 |
| 3 | «Искупление» «Redemption»           | июль 30, 2010   |
| Алина протестует против тюремного заключения отца. Приор Филипп и Уильям находятся в противостоянии. Джек проявляет художественные таланты и начинает вырезать статуи для собора. Король Стефан посещает собор, но падает в припадке ужаса. Алина начинает торговать шерстью, чтобы заработать деньги на рыцарские расходы Ричарда. Уильям обеспокоен тем, что он будет гореть в аду за свои многочисленные грехи. |                                     |                 |
| 4 | «Поле битвы» «Battlefield»          | август 6, 2010  |
| Мод находится в осаждённом Линкольнском замке, и Роберт Глостер не может прийти ей на помощь. Уильям получает титул графа от отца и обнаруживает, что таинственный рыцарь соперничает с ним за титул графа. Между тем Риган устраивает встречу с Уолераном, чтобы снять с Уильяма все прошлые и будущие грехи. Король Стефан, испугавшись появления Джека, приказывает убить его. Борьба между королём Стефаном и Мод приводит к тому, что с обеих сторон взяты заложники. Уолеран говорит Мод, что именно приор Филипп предал графа Бартоломью. |                                     |                 |
| 5 | «Наследство» «Legacy»               | август 13, 2010 |
| Уолеран и Риган делают всё, чтобы остаться на стороне победителей в войне. Том хочет, чтобы Джек и Альфред были друзьями, но они упорно соперничают в работе и любви к Алине. Тем временем Уильям решил атаковать Кингсбридж. |                                     |                 |
| 6 | «Колдовство» «Witchcraft»           | август 20, 2010 |
| Ричард возвращается с войны и узнает, что его сестра осталась без гроша и не в состоянии поддерживать его рыцарство. Альфред предлагает себя приору Филиппу в качестве ведущего застройщика. Алине приходится выбирать между любовью к Джеку и своей клятвой отцу. Риган упрашивает Уолерана поговорить с королём о долгожданном титуле графа для Уильяма. Несчастный случай в Кингсбридже становится поводом, благодаря которому Уолеран намерен отстранить приора Филиппа от занимаемой должности. |                                     |                 |
| 7 | «Новые начинания» «New Beginnings»  | август 27, 2010 |
| В результате своего путешествия Джек узнал, как осуществить мечту Тома. Алина выслеживает Джека по следам его резьбы. Уолеран предлагает Филиппу новую должность, но это означает, что Филипп должен всегда подчиняться Уолерану. Кингсбридж снова процветает, что приводит в бешенство Риган и Уильяма. |                                     |                 |
| 8 | «Дело ангелов» «The Work of Angels» | август 27, 2010 |

## Несоответствия
- В реальной истории Белый корабль, где находился принц Вильгельм Аделин, не сгорел в море у берега Англии, а в темноте наткнулся на скалу при выходе из Сены и пошёл ко дну. По некоторым данным, Вильгельму удалось воспользоваться лодкой, но при его попытке спасти свою незаконнорождённую сестру Матильду Першскую и других придворных лодка разбилась и затонула.
- Из всех находившихся на корабле в самом деле выжил лишь один человек, француз по имени Берольд, но это был мясник из Руана, а не менестрель из Шербура. Единственный выживший и рассказал о гибели судна.
- Жена принца Вильгельма, Матильда Анжуйская, не была беременна и не погибла с ним. После смерти мужа она вернулась во Францию, где ушла в монастырь.
- На момент гибели принца Вильгельма (1120 год) его сестре Матильде (Мод) было 18 лет, а в фильме она показана маленькой девочкой. При этом Матильда находилась не при отце, а в Германии, будучи женой императора Священной Римской империи Генриха V.
- Теоретически Матильда могла взойти на престол сразу после смерти Генриха I (1 декабря 1135 г.): ещё в 1127 г. Генрих потребовал от аристократов присягнуть ей как будущей наследнице[5]; присяга была дана и в дальнейшем дважды подтверждалась (8 сентября 1131 года и 2 августа 1133 года). Однако Матильда не имела поддержки у английского дворянства: с 1111 г. она жила в Германии, будучи отправленной на воспитание ко двору жениха, поэтому практически не имела в Англии личных связей. Кроме того, по свидетельству современников[6], Матильда отличалась скверным характером: была надменна, высокомерна, требовала беспрекословного выполнения своих приказов и с презрением относилась к простым людям (что, конечно, не способствовало её популярности на родине). Кроме того, прецедентов царствования женщины не было ни в Англии, ни в Нормандии. Английские дворяне испытывали сомнения и не желали видеть женщину на английском троне.[7]
- В фильме Генрих I умирает сразу после рождения внука, отравленный сторонником Стефана Блуаского. В реальной истории Матильда родила сына (от второго мужа) 5 марта 1133 г.[8], а её отец, Генрих I, умер 1 декабря 1135 г. в Нормандии, куда он отправился в августе 1133 г. Здесь он провёл последние два года своей жизни, не имея возможности вернуться в Англию из-за волнений местных баронов, инспирируемых зятем и дочерью. Причиной смерти короля стала непродолжительная болезнь, начавшаяся предположительно от пищевого отравления миногами.
- В восьмой серии епископ Уолеран выступает в роли судьи на процессе по делу об убийстве, что невозможно: убийство рассматривал светский суд. Кроме того, на изображаемом в фильме процессе почему-то отсутствует жюри из 12 присяжных (которые в английском уголовном суде XII века представляли или излагали устно доказательства виновности подсудимого, а также изрекали правдивое заключение — vere dictum).
- В восьмой серии настоятель Филипп заявляет умирающему епископу Уолерану, что отпускает его грехи. Между тем умирающий не раскаивается, что делает отпущение грехов невозможным.
- Глостер умирает от лихорадки, а не в бою.